# Marcel Sturkenboom
Marcellinus T.M. Sturkenboom (Utrecht, 22 oktober 1954) is een Nederlands sportbestuurder en voormalig volleyballer.
Als volleyballer speelde hij jarenlang voor Delta Lloyd/AMVJ, en kwam hij 43 keer uit voor het Nederlands volleybalteam. Hierna is hij onder meer werkzaam geweest als directeur sport bij het NOC*NSF en als algemeen directeur bij de Nevobo. Hij is een van de initiators van het Olympisch plan 2028.